# Massif des Bornes

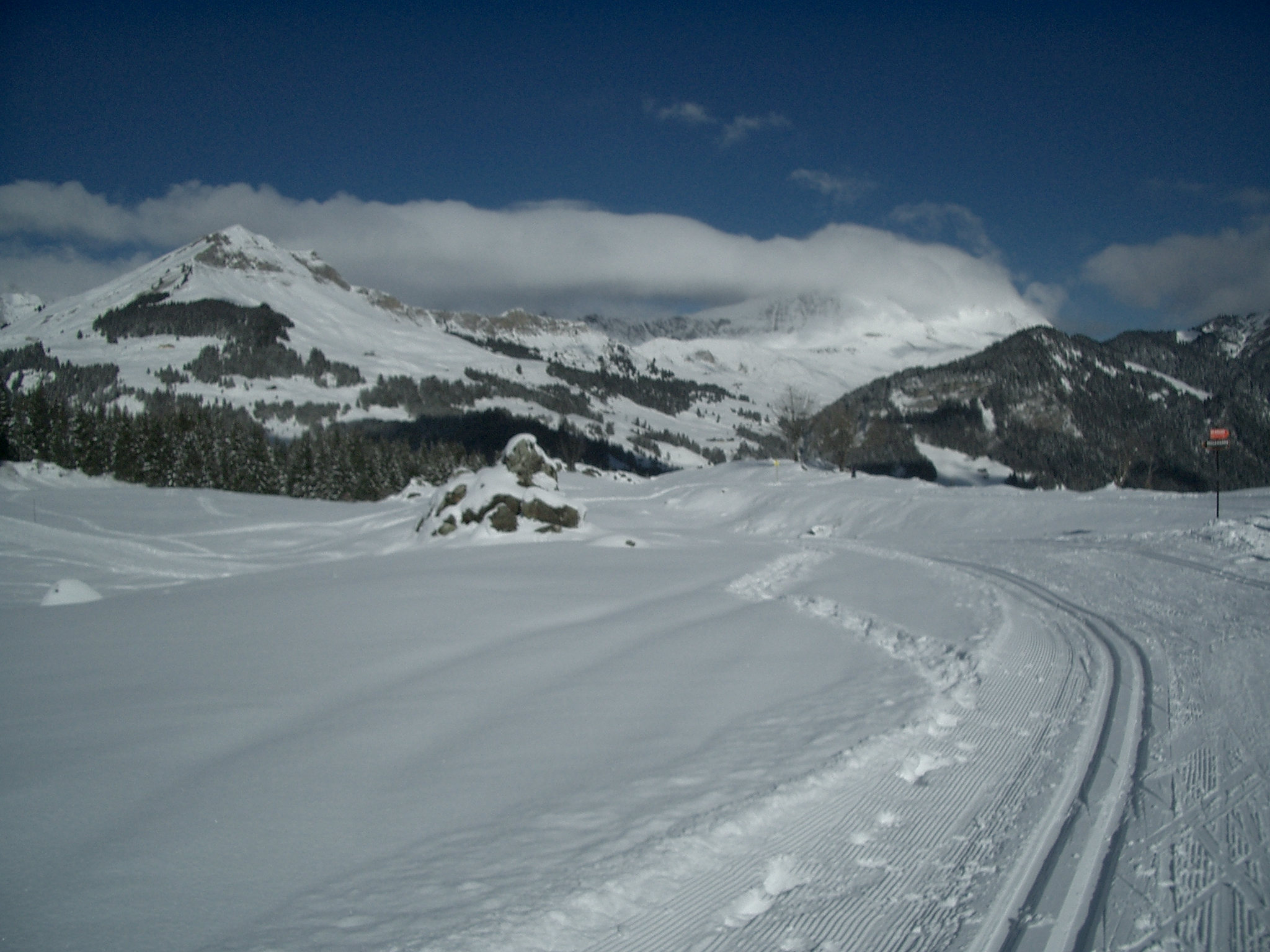
Pointe Blanche

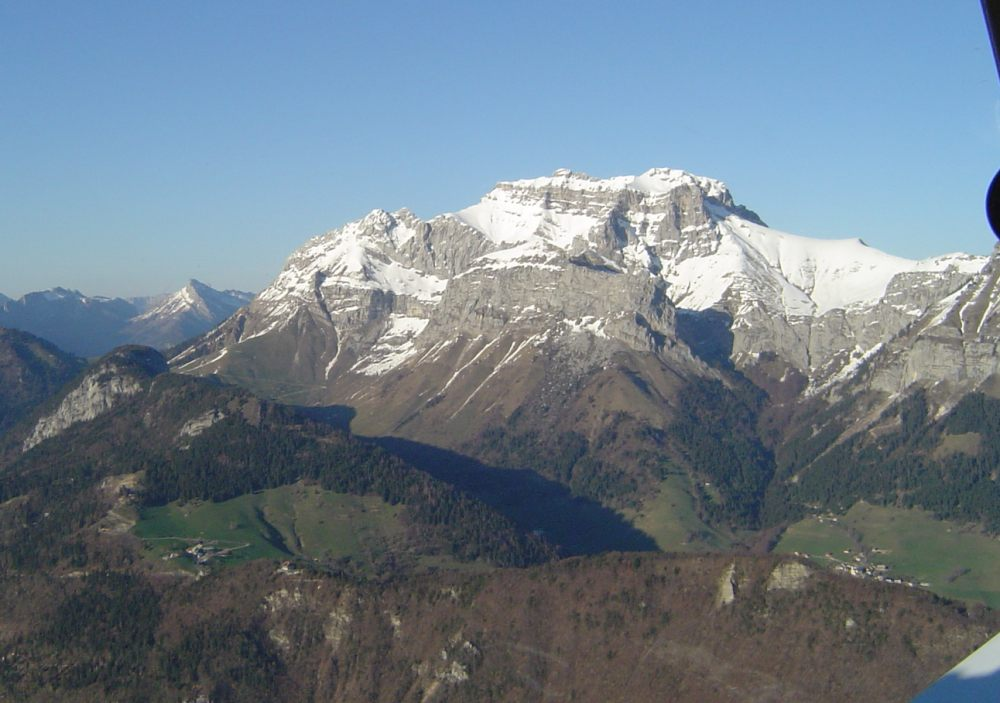
La Tournette

Masyw Bornes (fr. Massif du Giffre) – to masyw górski w Alpach Zachodnich. Leży we wschodniej Francji w regionie Rodan-Alpy. Jest częścią Préalpes de Savoie. Główne ośrodki rejonu to między innymi Le Grand-Bornand, Mont-Saxonnex i Saint-Jean-de-Sixt. Najwyższym szczytem masywu jest Pointe Percée, która osiąga wysokość 2750 m.

## Najwyższe szczyty
- Pointe Percée 2750 m,
- Grande Balmaz 2616 m,
- Roualle 2589 m,
- Mont Charvet 2538 m,
- Tête Pelouse 2537 m,
- Pointe de Bella Cha 2511 m,
- Mont Fleuri 2511 m,
- Tardevant 2501 m,
- Roche Perfia 2499 m,
- Tête de Paccaly 2467 m,
- Pointe Blanche 2438 m,
- Pic de Jallouvre 2408 m,
- Pointe du Midi 2364 m,
- La Tournette 2351 m.